# سكار فيس: ماني، باور، رسبكت
سكار فيس: ماني، باور، رسبكت. (بالإنجليزية: Scarface: Money. Power. Respect.)‏ ، هي لعبة إلكترونية تعمل بنظامي بلاي ستيشن بورتبل و ويندوز موبايل ، صدرت في شهر أكتوبر عام 2006م.

## وصلة خارجية
- Sierra Entertainment Website